# Daniel Harrwitz
Daniel Harrwitz (29 d'abril de 1823 – 9 de gener de 1884), fou un jugador d'escacs jueu alemany que formà part de l'elit escaquística mundial entre les dècades de 1840 i 1850.
|  |

## Biografia
En Harrwitz nasqué a Breslau - actualment, Wrocław, (Polònia) - quan la ciutat formava part de la Silèsia prussiana dins el Regne de Prússia. Va fer-se una reputació en el món dels escacs al Café de la Régence, a París, principalment com a jugador d'escacs a la cega (va jugar, per exemple, un matx a la cega contra Lionel Kieseritzky, amb el resultat de (+5 =2 –11). Com a escriptor d'escacs, va escriure el llibre Lehrbuch des Schachspiels (Berlin, 1862).

## Resultats destacats en competició
Va disputar nombrosos matxs contra els jugadors més forts de l'època: A Anglaterra, el 1846, va perdre un matx contra Howard Staunton (+9 =1 –12) (jugat amb hàndicap de peó i dos moviments), i va vèncer Bernhard Horwitz (+6 =4 –1). El 1848, a Alemanya, va empatar un matx contra Adolf Anderssen.
Harrwitz va viure a Anglaterra des de 1849, i hi fundà la publicació d'escacs British Chess Review. El 1853 va guanyar un matx a Londres, contra Johann Löwenthal (+11 =10 –10) i un altre a Berlin contra Josef Szén (+3 –1 =1). El 1856 es va mudar a París, on hi guanyà un matx contra Jules Arnous de Rivière. El 1858 va jugar en matx a París contra Adolf Anderssen, perdent per dos punts (+1 =3 –3), i un altre matx contra Paul Morphy; en aquest darrer Harrwitz va guanyar les dues primeres partides, però acabà perdent el matx per un resultat global de 5½-2½ (+2 =1 –4), (de fet, Harrwitz va abandonar el matx, al·legant causes de salut). Posteriorment, es va retirar a la regió austro-hongaresa del comtat del Tirol, i va morir a Bolzen el 1884.
Tot i que el seu marcador contra Morphy fou desfavorable, Harrwitz fou un dels primers mestres que van batre l'americà amb negres. La següent és una de les seves victòries al matx de Paris de 1858:
Paul Morphy vs Daniel Harrwitz, Paris, setembre 1858, Defensa Philidor: 1.e4 e5 2.Nf3 d6 3.d4 exd4 4.Qxd4 Nc6 5.Bb5 Bd7 6.Bxc6 Bxc6 7.Bg5 Nf6 8.Nc3 Be7 9.O-O-O O-O 10.Rhe1 h6 11.Bh4 Ne8 12.Bxe7 Qxe7 13.e5 Bxf3 14.gxf3 Qg5+ 15.Kb1 dxe5 16.Rxe5 Qg2 17.Nd5 Qxh2 18.Ree1 Qd6 19.Rg1 Kh7 20.Qe3 f5 21.Nf4 Qb6 22.Qe2 Rf7 23.Qc4 Qf6 24.Nh5 Qe7 25.Rde1 Qd7 26.a3 Nd6 27.Qd4 Rg8 28.Rg2 Ne8 29.Qc3 f4 30.Rh1 g6 31.Rhg1 Qd5 32.Qe1 Qxh5 33.Rg5 Qxf3 34.Qe6 Rf6 35.Qe7+ Rg7 36.Qxe8 hxg5 37.Qe1 Qc6  0-1

### Altres partides notables
- Anderssen - Harrwitz, Berlin 1848 Siciliana B21
- Harrwitz - Morphy, París 1858 gambit de dama D35